# 洪川皮氏
洪川皮氏（ホンチョンピし、 朝鮮語: 홍천피씨）は、朝鮮の氏族の一つ。本貫は江原道洪川郡である。2015年の調査では、842人である。
始祖は中国の元の金吾衛上将軍である皮謂宗である。皮謂宗は、高麗忠烈王の時代に特使として高麗に派遣され、その後帰化した。皮謂宗の長男の皮寅善が洪川君に封じられたことから洪川皮氏を創始した。